# The Letter (canción)
«The Letter» es una canción escrita por Wayne Carson Thompson y llevada a la fama por el grupo The Box Tops y su cantante Alex Chilton. Incluida en 1967 en el álbum del mismo nombre, alcanzó el número 1 del Billboard Hot 100 y el número 5 del UK singles chart. La canción se hizo muy popular durante la guerra de Vietnam. Rolling Stone la situó en el puesto 363 dentro de sus 500 Mejores canciones de todos los tiempos.

## Versiones
Se han hecho versiones de The letter por parte de muchos artistas, entre ellos The Mindbenders, Al Green, Joe Cocker, David Coverdale, The Beach Boys, Brenda Lee, Bob Marley and the Wailers, Eva Cassidy, The Arbors, Blonde on Blonde, Bobby Darin, Dionne Warwick, Del Shannon, Bachman-Turner Overdrive, the Shadows y en español Los Búhos de Argentina, Los Barracudas de Ecuador, Los Mustang de España, Los Johnny Jets de México y Los York's de Perú. También existe una estupenda versión en español publicada en 1990 por la banda española  Asfalto.[cita requerida]
La versión de Cocker se publicó en abril de 1970 y llegó al número 7 de las listas americanas. La versión de estudio se puede encontrar en la edición de lujo del álbum "Mad Dogs and Englishmen" puesto a la venta en 2005, mientras que la versión en directo, junto a Leon Russell, se encuentra tanto en el disco original como en la versión de lujo.
- Datos: Q2095265